# Storybook
Storybook (с 2013 года — oStorybook) — это свободный (Open Source) инструмент для написания художественной прозы: романов, повестей, сценариев, рассказов и т. д.

## Особенности
Программа позволяет сортировать эпизоды (сцены) произведения по внутренней хронологии и сюжетным линиям, поддерживает базу персонажей и местоположений, размещать готовые или запланированные сцены по главам, управлять структурой произведения (части, главы) и т. д.
Программа также позволяет строить различные, полезные в работе над художественным произведением отчёты, такие, как диаграммы частоты использования и времени существования персонажей, местоположений и сюжетных линий и т. п.
Storybook написана на Java и использует встроенную базу данных, хранящую все изменения по ходу их выполнения. Позволяет выбрать один из многих языков пользовательского интерфейса, включая русский.
Поддерживает проверку орфографии на английском, русском, немецком, французском, испанском и итальянском.

## История
Изначально в свободно-доступной версии программы присутствовал не весь функционал, полная, pro-версия предлагалась как коммерческий программный продукт. Этот проект, сайт которого находился по адресу http://storybook.intertec.ch/, прекратил своё существование в сентябре 2013 года. Последней версией исходного продукта стала выпущенная тогда 4.0.9. Однако развитие программы было продолжено сообществом в виде полностью открытого форка oStoryBook (open StoryBook), унаследовавшей исходные тексты, логотип (к нему добавилась буква «О» в виде красного овала вокруг пера) и нумерацию версий программы StoryBook.
Пакет для быстрой установки oStoryBook в Ubuntu Linux можно найти в репозитории GetDeb.